# باشگاه فوتبال آپوئل
باشگاه فوتبال آپوئل (به یونانی: ΑΠΟΕΛ) باشگاهی در شهر نیکوزیا، قبرس است. این باشگاه در سال ۱۹۲۶ میلادی تأسیس شده‌است. رضا قوچان‌نژاد و سعید مهری بازیکنان سابق تیم ملی فوتبال ایران سابقهٔ بازی در این تیم را دارند.

## لیست بازیکنان
فصل ۲۰۱۸-۲۰۱۹
| شماره | نام بازیکن                          | پست        | ملیت         |
| ----- | ----------------------------------- | ---------- | ------------ |
| 1     | رافائل رومو                         | دروازه بان | ونزوئلا      |
| 2     | امیلیو انسوئه                       | مدافع      | گینه استوایی |
| 3     | کاژو (قرضی از سانتوس)               | مدافع      | برزیل        |
| 4     | کوستاکیس آرتیماتاس                  | هافبک      | قبرس         |
| 5     | خسوس روئدا                          | مدافع      | اسپانیا      |
| 6     | سایاس جنسوغلو                       | هافبک      | یونان        |
| 7     | جئورجیوس افرم                       | هافبک      | قبرس         |
| 8     | لوکاس سوزا                          | هافبک      | برزیل        |
| 11    | نکتاریوس الکساندرو (کاپیتان)        | مدافع      | قبرس         |
| 13    | موسی ال تعمری                       | هافبک      | اردن         |
| 14    | تامی اور                            | هافبک      | استرالیا     |
| 17    | قیاص زاهد                           | هافبک      | نروژ         |
| 19    | توماس دی وینسنتی                    | هافبک      | آرژانتین     |
| 20    | آلکس کونستانتینو                    | هافبک      | قبرس         |
| 21    | ژیوکو میلانوف                       | مدافع      | بلغارستان    |
| 22    | میناس آنتونیو                       | هافبک      | قبرس         |
| 23    | باتسیتا کاسینی (قرضی از استودیانتس) | هافبک      | آرژانتین     |
| 26    | نونو مورایس                         | هافبک      | پرتغال       |
| 27    | آندراس کاتسانتونیس                  | مهاجم      | قبرس         |
| 29    | پراکسیتلیس ووروس                    | مدافع      | یونان        |
| 30    | جورجوس مرکیس                        | مدافع      | قبرس         |
| 37    | لئو ناتل (قرضی از سائوپائولو)       | مهاجم      | برزیل        |
| 44    | نیکولاس یوانو                       | مدافع      | قبرس         |
| 46    | افستاتیوس آلونفتیس                  | هافبک      | قبرس         |
| 49    | دلاتوره                             | مهاجم      | برزیل        |
| 50    | کارلائو (قرضی از تورینو)            | مدافع      | برزیل        |
| 77    | نوربرت بالوق (قرضی از پالرمو)       | مهاجم      | مجارستان     |
| 98    | آندراس پاراسکواس                    | دروازه بان | قبرس         |
| 99    | بوی واترمن                          | دروازه بان | هلند         |

## افتخارات
- لیگ دسته اول فوتبال قبرس

قهرمان (۲۹): ۱۹۳۶، ۱۹۳۷، ۱۹۳۸، ۱۹۳۹، ۱۹۴۰، ۱۹۴۷، ۱۹۴۸، ۱۹۴۹، ۱۹۵۲، ۱۹۶۵، ۱۹۷۳، ۱۹۸۰، ۱۹۸۶، ۱۹۹۰، ۱۹۹۲، ۱۹۹۶، ۲۰۰۲، ۲۰۰۴، ۲۰۰۷، ۲۰۰۹، ۲۰۱۱، ۲۰۱۳، ۲۰۱۴، ۲۰۱۵، ۲۰۱۶، ۲۰۱۷، ۲۰۱۸، ۲۰۲۴
- جام حذفی فوتبال قبرس

قهرمان (۲۱): ۱۹۳۷، ۱۹۴۱، ۱۹۴۷، ۱۹۵۱، ۱۹۶۳، ۱۹۶۸، ۱۹۶۹، ۱۹۷۳، ۱۹۷۶، ۱۹۷۸، ۱۹۷۹، ۱۹۸۴، ۱۹۹۳، ۱۹۹۵، ۱۹۹۶، ۱۹۹۷، ۱۹۹۹، ۲۰۰۶، ۲۰۰۸، ۲۰۱۴، ۲۰۱۵
- سوپر جام فوتبال قبرس

قهرمان (۱۵): ۱۹۶۳، ۱۹۸۴، ۱۹۸۶، ۱۹۹۲، ۱۹۹۳، ۱۹۹۶، ۱۹۹۷، ۲۰۰۲، ۲۰۰۴، ۲۰۰۸، ۲۰۰۹، ۲۰۱۱، ۲۰۱۳، ۲۰۱۹، ۲۰۲۴

## بازیکنان ایرانی
- رضا قوچان‌نژاد : ۱۹–۲۰۱۸
- سعید مهری : ۲۰۲۴